# Ludwigsluster Tarifverbund
Der Ludwigsluster Tarifverbund (abgekürzt LTV) war ein spezieller ÖPNV-Tarif im Landkreis Ludwigslust. Am 1996 gegründeten Gemeinschaftstarif beteiligt waren die DB Regio AG, die Ludwigsluster Verkehrsgesellschaft mbH (LVG) und seit dem Fahrplanwechsel am 15. Dezember 2002 auch die Ostdeutsche Eisenbahn GmbH (ODEG). Der LTV war jedoch kein echter Verkehrsverbund, sondern lediglich ein optionaler Zusatztarif, auch Dachtarif genannt.
Die Haustarife der beteiligten Verkehrsunternehmen sowie der Bus-Gemeinschaftstarif der Verkehrsgemeinschaft Westmecklenburg (VWM) blieben vom LTV-Tarif unangetastet und bestanden parallel. Das heißt, sie kamen alternativ zur Anwendung – der Fahrgast hatte stets die Wahlmöglichkeit zwischen dem LTV-Tarif und den Tarifen die bereits zuvor bestanden. Zudem bestand keine Verbundgesellschaft – für die Federführung verantwortlich war das Landratsamt Ludwigslust. In den LTV-Tarif einbezogen waren dabei nur bestimmte häufig nachgefragte Umsteigerelationen im Landkreis Ludwigslust, der LTV deckte somit – im Vergleich zu klassischen Verbundtarifen – nicht den gesamten ÖPNV im Landkreis ab.
Zum 1. Januar 2010 wurde der LTV durch den WestMecklenburgTarif (WMT) abgelöst. Der WMT ist wiederum ein sogenannter „Dachtarif“, auch er wird zusätzlich zu den unternehmenseigenen Haustarifen angeboten.